# TCEB3
TCEB3‏ (Elongin A) هوَ بروتين يُشَفر بواسطة جين TCEB3 في الإنسان.